# Jean-Jacques Hyest
Jean-Jacques Hyest, né le 2 mars 1943 à Fontainebleau, est un homme politique français.
Membre du RPR puis de l’UMP, il est député puis sénateur de Seine-et-Marne, ainsi que membre du Conseil constitutionnel de 2015 à 2019.

## Biographie
Administrateur territorial de profession, il dirige les services du conseil général de Seine-et-Marne, puis est élu conseiller général dans le canton de Château-Landon en 1982, avant de devenir maire de La Madeleine-sur-Loing en 1985 et député de Seine-et-Marne en 1986. Il est par ailleurs président du conseil général de Seine-et-Marne en 2004.
Il est élu sénateur de Seine-et-Marne le 24 septembre 1995, le 26 septembre 2004 puis le  25 septembre 2011. Au palais du Luxembourg, il est membre du groupe UMP et préside la commission des Lois de 2004 à 2011. Il oppose en mai 2011 une exception d'irrecevabilité à une proposition de loi visant à réprimer la contestation du génocide arménien, invoquant un risque d'inconstitutionnalité.
Le 17 septembre 2015, le président du Sénat, Gérard Larcher, le propose pour être nommé au Conseil constitutionnel afin de terminer le mandat d'Hubert Haenel, décédé en fonctions. Son mandat prend fin en 2019.

## Détail des mandats et fonctions
- Député de Seine-et-Marne de 1986 à 1995
- Sénateur de Seine-et-Marne de 1995 à 2015
  - Président de la commission des Lois de 2004 à 2011
- Conseiller général de Seine-et-Marne (élu dans le canton de Château-Landon) de 1982 à 2015
- Président du conseil général de Seine-et-Marne en 2004
- Maire de La Madeleine-sur-Loing de 2001 à 2015
- Président de la communauté de communes Gâtinais-Val de Loing de 2010 à 2015
- Membre du Conseil constitutionnel de 2015 à 2019

## Décorations
- Chevalier de la Légion d'honneur (2024)[4]